# CDC20
CDC20 (англ. Cell division cycle 20) – білок, який кодується однойменним геном, розташованим у людей на короткому плечі 1-ї хромосоми.  Довжина поліпептидного ланцюга білка становить 499 амінокислот, а молекулярна маса — 54 723.
| 10         |  | 20         |  | 30         |  | 40         |  | 50         |
| ---------- |  | ---------- |  | ---------- |  | ---------- |  | ---------- |
| MAQFAFESDL |  | HSLLQLDAPI |  | PNAPPARWQR |  | KAKEAAGPAP |  | SPMRAANRSH |
| SAGRTPGRTP |  | GKSSSKVQTT |  | PSKPGGDRYI |  | PHRSAAQMEV |  | ASFLLSKENQ |
| PENSQTPTKK |  | EHQKAWALNL |  | NGFDVEEAKI |  | LRLSGKPQNA |  | PEGYQNRLKV |
| LYSQKATPGS |  | SRKTCRYIPS |  | LPDRILDAPE |  | IRNDYYLNLV |  | DWSSGNVLAV |
| ALDNSVYLWS |  | ASSGDILQLL |  | QMEQPGEYIS |  | SVAWIKEGNY |  | LAVGTSSAEV |
| QLWDVQQQKR |  | LRNMTSHSAR |  | VGSLSWNSYI |  | LSSGSRSGHI |  | HHHDVRVAEH |
| HVATLSGHSQ |  | EVCGLRWAPD |  | GRHLASGGND |  | NLVNVWPSAP |  | GEGGWVPLQT |
| FTQHQGAVKA |  | VAWCPWQSNV |  | LATGGGTSDR |  | HIRIWNVCSG |  | ACLSAVDAHS |
| QVCSILWSPH |  | YKELISGHGF |  | AQNQLVIWKY |  | PTMAKVAELK |  | GHTSRVLSLT |
| MSPDGATVAS |  | AAADETLRLW |  | RCFELDPARR |  | REREKASAAK |  | SSLIHQGIR  |

A: Аланін

C: Цистеїн

D: Аспарагінова кислота

E: Глутамінова кислота

F: Фенілаланін

G: Гліцин

H: Гістидин

I: Ізолейцин

K: Лізин

L: Лейцин

M: Метіонін

N: Аспарагін

P: Пролін

Q: Глутамін

R: Аргінін

S: Серин

T: Треонін

V: Валін

W: Триптофан

Кодований геном білок за функцією належить до фосфопротеїнів. 
Задіяний у таких біологічних процесах як клітинний цикл, поділ клітини, мітоз, убіквітинування білків, диференціація, нейрогенез, поліморфізм, ацетиляція. 
Локалізований у цитоплазмі, цитоскелеті.